# Epigenética
Epigenética é a área da biologia que estuda mudanças no fenótipo que não são causadas por alterações na sequência de DNA que se perpetuam nas divisões celulares, meióticas ou mitóticas. É denominado um caráter epigenético quando o fenótipo é alterado por tais mudanças. No entanto, o termo foi originalmente referido por Waddington em 1942 a propósito de estudos sobre interações causais entre alterações nos genes e seus respectivos produtos que levam a mudanças no fenótipo ao longo dos anos. O termo foi alterado até a definição atual.
A herança epigenética refere-se à transmissão de carácteres epigenéticos entre diferentes gerações. Ela é dividida em três tipos:
```
 
I) Herança epigenética mitótica
, ocorrendo entre gerações celulares (de célula mãe a célula filha).
 
II) Herança epigenética meiótica
, ocorrendo de geração entre indivíduos (de progenitores a prole).
[
5
]

 
III) Herança epigenética transgeracional
, ocorrendo de uma geração de organismo para, pelo menos, duas gerações de prole.
[
6
]
[
7
]
```

A mitótica está relacionada com alguns processos naturais importantes, como a diferenciação celular, a expressão gênica, e a inativação do cromossomo X em fêmeas.
Em casos de herança epigenética meiótica e transgeracional, experiências ocorridas com os pais podem ser transmitidas aos filhos, por meio de marcações epigenéticas, não ocorrendo através de mudanças na sequência do DNA. De acordo com os conceitos tradicionais, quando um embrião é formado, seu epigenoma é completamente apagado e reescrito a partir das informações que estão no seu DNA, em um processo chamado de reprogramação epigenética. A exceção é que, para alguns genes, marcas epigenéticas são mantidas, e passadas de uma geração para a geração seguinte.
Algumas modificações epigenéticas podem afetar a paramutação, imprinting genômico, position effect, inativação do cromossomo X, diferenciação celular,  o progresso de carcinogênese, diversos tipos de doenças e distúrbios.

## Modificações Epigenéticas

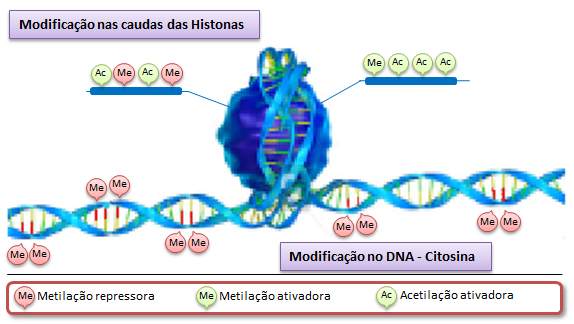
Modificações epigenéticas no DNA e nas caudas N-terminais das Histonas

As modificações epigenéticas, ou seja, mudanças genéticas herdáveis que não alteram sequência de DNA são processos de alterações altamente coordenados que não são restritos a uma fase especifica da vida, ou seja, são modificações que ocorrem desde da fecundação e continuam a acontecer durante  a vida toda. As mudanças epigenéticas são divididas em: Metilação do DNA; Modificação nas histonas e expressão de RNAs não codificantes.

### Metilação do DNA
A metilação do DNA é a modificação epigenética mais bem estudada até agora. Dentre as modificações possíveis, a principal de todas é a metilação da citosina, ou seja, adição de um grupo metil (CH3) ao carbono 5 da citosina por uma enzima metiltransferase, a transformando em 5-metilcitosina (5mC)..  Esta modificação é tão importante que cerca de 60-80% dos sítios CpG do genoma de um mamífero estão modificados Em efeitos práticos a metilação do DNA ocasiona o silenciamento da região. Há duas hipóteses que tentam explicar como funciona o silenciamento gênico a partir da adição do grupo metil, uma delas seria que o metil esconderia o sitio de ligação de ativadores da transcrição e na outra o grupo metil recrutaria complexos repressores da transcrição a essa região

### Modificações nas histonas
Histonas são proteínas de carga positiva que interagem entre si formando um octâmero proteico que se associa ao DNA(que possui carga negativa) estabilizando a estrutura e permitindo assim compactação do DNA.. Além disso as histonas são importantes no processo de regulação gênica, pois a cauda amino terminal possui resíduos de aminoácidos que são sítios para modificações como fosforilação, metilação e acetilação. A acetilação das histonas resulta na abertura da cromatina na região, possibilitando assim que fatores de transcrição possam acessar o DNA da região, por outro lado a desacetilação ocasiona a compactação da cromatina e consequentemente a repressão da transcrição Já a metilação pode tanto ativar, quanto reprimir, dependendo da posição na cauda do resíduo de aminoácido que foi modificado e de quantos metil foram adicionados, deste modo, a metilação das caudas de histonas pode ter efeito oposto

### RNAs não codificantes
Diversas modificações epigenéticas são mediadas por RNAs, influenciando nos processos transcricionais e alterando quimicamente em processos pós transcricionais. Pequenos RNAs podem reprimir a transcrição em fungos, plantas e animais, e também podem regular a transcrição atuando em sua maquinaria. RNAs nucleares pequenos como pequenos RNAs interferentes (siRNA) e RNAs que interagem com PIWI, participam de processos nucleares como formação da heterocromatina, estabilidade genômica, regulação de genes do desenvolvimento e regulamento dos transposons.
Em mamíferos, RNAs mensageiro e RNAs longos não codificantes também atuam em processos pós transcripcionais.

## Epigenética no desenvolvimento
A epigenética no desenvolvimento pode ser de dois tipos, a epigênese predeterminada e a epigênese probabilística. A predeterminada sustenta que a atividade genética dá origem a estruturas somáticas, que por sua vez só irão desempenhar uma função quando estiverem maduros, portanto sendo um processo unidirecional. Já a probabilística defende que esse processo apresenta influencias bidirecionais, intra e entre os níveis, portanto as estruturas começam a funcionar antes mesmo de seu amadurecimento. Tal atividade pode ser tanto intrínseca, portanto espontânea, ou extrínseca, evocada, desenvolvendo um papel relevante no desenvolvimento.
A herança epigenética mitótica é fundamental para o desenvolvimento de organismos multicelulares eucarióticos. E as mudanças epigenéticas no genoma são um processo dinâmico que possuem papel fundamental na diferenciação e especialização celular, participando desde o desenvolvimento das células germinativas embrionária até o resto da vida.
Após a fecundação, o zigoto inicialmente apresenta dois pronúcleos distintos, contendo o material genético do espermatozoide e do óvulo. Após a fusão em um só núcleo e a divisão para duas células, o processo de "ativação gênica zigótica" se inicia, não só desencadeando a transcrição e tradução do genoma do zigoto recém formado como também a extinção de todos os mRNAs e proteínas maternas, e a deleção de todos as marcações epigenéticas dos genomas parentais, afim de estabelecer uma totipotencialidade. Em seguida, o zigoto vai continuar a embriogênese até formar o embrião.
As células tronco embrionárias e células germinativas primordiais são células pluripotentes, portanto podem originar qualquer tipo celular do organismo. E algumas células tronco persistem em muitos tecidos ao longo da vida, após o desenvolvimento do indivíduo, podendo ser multi ou unipotentes, tendo a capacidade de se diferenciar em tipos específicos de linhagens celulares. Ao longo do desenvolvimento, a diferenciação dessas células se dá por uma expressão gênica diferencial, que são mantidas e/ou iniciadas, por um programa epigenético único que inclui modificações covalentes de DNA e cromatina, assim como regulação gênica pré e pós transcricional mediadas por pequenos RNAs não codificantes.
As modificações epigenéticas podem ser decorrentes tanto como parte do desenvolvimento, quanto por influências externas. Fatores externos como fome, estresse, infecções e outros que desequilibram a homeostase do organismo também podem resultar em mudanças epigenéticas e portanto influenciar no desenvolvimento.
Para ilustrar como a epigenética é importante será discutido abaixo como as tais modificações afetam o desenvolvimento de diversos organismos.

### Peixes
Dentre os animais utilizados para estudar a embriogênese, o peixe paulistinha (zebrafish) é um dos mais estudados e é tido como modelo para o desenvolvimento de peixes no geral. Em 2006, Kunal Rai e companheiros descobriram indivíduos mutantes para o gene Dnmt1( DNA metil-transferase 1, um das principais enzimas que realizam o processo de metilação de DNA) possuíam defeitos na diferenciação do intestino, pâncreas e retina, e que os efeitos poderiam ser revertidos com o fornecimento de Dnmt1 exógena.

### Porco
Como foi dito, a epigenética permite que alterações ambientais afetam molecularmente as células e também podem transmitir essas informações de uma geração a outra. A fim de investigar como diferentes dietas podem afetar as proles,  Yimin Jia e colaboradores  alimentaram dois grupos de porcas prenhas com dietas diferenciadas na quantidade proteica. Eles descobriram que a prole do grupo que recebeu quantidade de proteínas inferior apresentou modificações nas histonas do gene G6PC (Glicose 6- fosfatase) que desencadeou na maior de expressão da enzima G6PC  no fígado dos machos, o que pode contribuir para tornar os adultos hiperglicêmicos.

### Camundongo
Em camundongos foi descoberto que a ausência  do gene Mecp2 (uma proteína que se liga ao DNA metilado para reprimir a expressão de um gene) causa defeito no desenvolvimento do sistema nervoso central, ocasionando na redução no tamanho do cérebro e dos neurônios, assim como também é observado em humanos na síndrome de Rett.

### Humanos
Nos humanos assim como nos outros organismos citados acima, também existem mecanismos epigenéticos associados ao desenvolvimento do embrião. A síndrome do X frágil é uma doença que causa ao portador retardamento mental, macro-orquidia (aumento anormal dos testículos) e proporção facial anormal, como face alongada, orelhas grandes e mandíbula proeminente. Essa síndrome é causada por uma mutação no gene FMR1 que na maioria dos casos é relacionada ao aumento de repetições CGG na região do promotor. Essas repetições são responsáveis pelo desencadeamento da patologia pois a hiper metilação dessa região ocasiona o silenciamento do gene. Deste modo, a ausência da proteína FMR1 é responsável pelos sintomas, ilustrando assim como as modificações epigenéticas são importantíssimas para a manutenção da homeostase.

### Dimorfismo sexual
Embora o sexo masculino e feminino compartilhem os mesmos genomas autossômicos, dimorfismo sexual é comumente causado por expressão gênica sexo-específica. Em mamíferos, são os cariótipos XX e XY os responsáveis, sendo a Testosterona quem define as vias de expressão gênica. Porém a determinação não é tão simples assim.
Há casos de conflito sexual dentro do genoma, podendo ser intra locus ou inter locus. O primeiro é quando o melhor alelo de um lócus difere entre os sexos, de modo que a seleção adaptativa de um sexo seja às custas do outro. O segundo é quando alelos de diferentes locus influenciam uma característica, de tal modo que o um locus influencia um componente feminino da característica e outro locus, o masculino.
E há o conflito conflito epigenético sexualmente antagonista. Em que uma marcação epigenética sexo-específica, que seja uma parte integral de um processo ontogenético de dimorfismo sexual e que exerça a função de masculinizar ou feminizar uma expressão gênica somática. Para que ocorra o conflito, a marcação deve se preservar e não ser apagada através das gerações e deve ser herdada por um organismo do sexo oposto.
Essas marcas epigenéticas controlam o desenvolvimento sexualmente dimórfico anteriores a secreção de testosterona e canalizam (resistir a mudanças decorrentes de perturbações genéticas e ambientais) respostas sexo-específicas ontogenéticas esteroides sexuais. Tais mecanismos podem variar consideravelmente entre táxons diferentes, apresentando também diversas formas de atuação. Um exemplo seria aumentar a sensibilidade XX e diminuir a de XY para a testosterona, de modo que esteja presente no estágio de células tronco embrionários da ontogenia, resultando em organismos XX mais masculinizados e XY mais feminizados.

### Inativação do cromossomo X
A inativação do cromossomo X ocorre nas fêmeas dos mamíferos como um mecanismo de compensação de dosagem gênica. Os cromossomos sexuais X e Y foram originados de cromossomos autossômicos, o primeiro mantendo mais de 95% dos genes ancestrais, e o segundo somente 2%. Assim, como as fêmeas apresentam cariótipo com dois X (XX) e os machos com somente um X(XY), há um desequilíbrio genético para os genes ancestrais. A solução é a inativação transcricional de um dos cromossomos X. Tal processo começa com a regulação positiva do Xist RNA não codificante, que resulta no silenciamento da maioria dos genes ligados ao X, assumindo um estado reprimido da cromatina.
Em ratos, a inativação ocorre em dois estágios diferentes do desenvolvimento embrionário. A primeira se dá entre o estágio de 4 a 8 células de clivagem, inativando o X paterno. Posteriormente, no estágio do blastocisto, o X paterno é reativado e há um silenciamento aleatório, podendo silenciar tanto o X paterno quanto o materno, que irá ser herdado ao longo das divisões celulares. A inativação se inicia com a expressão de Xist RNA longo não codificante do cromossomo a ser silenciado. O Xist RNA reveste o cromossomo em cis, levando ao rápido esgotamento de RNA polimerase II e marcações de histonas na eucromatina. Posteriormente, o cromossomo revestido se torna rico em marcadores de metilação (H2AK119ub and H3K27me3) e de ubiquitinação de histonas repressivas. E adicionalmente, uma reorganização espacial do cromossomo X é desencadeado pelo revestimento de Xist RNA.

## Medicina
A epigenética possui muitas aplicações médicas. Em doenças genéticas congênitas, a epigenética possui um papel importante, como no caso da síndrome de Angelman e na síndrome de Prader-Willi. Estas são doenças genéticas normais causadas por deleções nos genes, mas não são comuns porque os indivíduos afetados são essencialmente heterozigotos devido ao imprinting genômico, e desta maneira um único gene "desligado" é suficiente para causar a doença, quando na maioria das doenças genéticas seria necessário que as duas cópias dos genes fossem "desligadas".